# Jalila Hafsia
Œuvres principales
- Cendres à l'aube
- Instants de vie (6 tomes)

Jalila Hafsia (arabe : جليلة حفصية), née le 17 octobre 1927 à Sousse (protectorat français de Tunisie) et morte le 10 août 2023 à Tunis (Tunisie), est une journaliste et écrivaine tunisienne, d'expression française.

## Biographie
Née d'un père sahélien et d'une mère tunisoise, Jalila Hafsia passe toute sa vie dans la capitale. Après avoir suivi des études secondaires, elle exerce diverses fonctions administratives et culturelles, dont la direction de deux clubs culturels à Tunis, qui attirent des intellectuels de tous milieux sociaux et principalement les étudiants : le Club culturel Tahar-Haddad, situé dans la médina, et le club Sophonisbe dans la banlieue de La Marsa.
Évoluant à contre-courant, elle fait partie de ces femmes militantes dont le nom est associé à la culture et à la médina de Tunis. Romancière, critique littéraire et journaliste, elle est la première Tunisienne à avoir écrit un roman en langue française : Cendres à l'aube paru en 1975. Aimant son pays, elle le défend bec et ongles contre le colonisateur français, tout en admirant sa langue et sa culture.
Ayant épousé en secondes noces un homme féru de culture et se déclarant « femme de gauche », elle se mêle à ce milieu et noue des relations avec ses principaux acteurs, dont Salah Garmadi, poète et universitaire, Taoufik Baccar, le meilleur spécialiste de la littérature moderne tunisienne, et Tahar Cheriaa, fondateur des Journées cinématographiques de Carthage.
Considérée comme l'une des pionnières de l'écriture journalistique féminine en Tunisie, elle publie des articles en langue française dans les journaux tunisiens, en particulier La Presse de Tunisie, et fait partie de la génération des premières Tunisiennes ayant contribué aux écrits journalistiques, à l'instar de Bchira Ben Mrad (pionnière du mouvement féministe tunisien), Fatma Ben Ali, Tawhida Ben Cheikh, Dorra Bouzid (fondatrice de la revue Faïza) et Néfissa Ben Rejeb.
Après sa retraite professionnelle, elle entame la publication d'un ensemble de notes prises au jour le jour depuis l'époque où elle avait la possibilité d'approcher le couple Wassila-Habib Bourguiba et de frayer avec certaines figures de la société politique. En 2015, elle en publie le sixième tome.
Jalila Hafsia meurt le 10 août 2023 à Tunis à l'âge de 95 ans.

## Décorations
En 2019, Jalila Hafsia est décorée des insignes de grand officier de l'ordre tunisien du Mérite.

## Œuvres
Parmi ses œuvres peuvent être citées :

### Livres et thèses
- Cendre à l'aube (roman), Tunis, Maison tunisienne de l'édition, 1975 (réimpr. 1978) ;
- Visage et rencontres (correspondance ou entretiens), Tunis, Maison tunisienne de l'édition, 1981 ;
- La Plume en liberté (essai avec dessins de Chedly Belkhamsa), Tunis, Société d'arts graphiques, d'édition et de presse, 1983 ;
- Soudain, la vie (nouvelles et textes courts), Tunis, Chama, 1992 ;
- Instants de vie (chronique familière), Tunis, 2007-2015.

### Articles de référence
- « Femmes d'Alger dans leur appartement », La Presse de Tunisie, no 13814,‎ 9 octobre 1980, p. 3 (ISSN 0330-9991)
- « Contes des mille et un jours », La Presse de Tunisie, no 14340,‎ 24 mai 1982, p. 3 (ISSN 0330-9991).